# Josef Köferl
Josef Köferl (20. září 1845 Litrbachy – 1. prosince 1918 Litrbachy), byl český spisovatel, básník a regionální historik.

## Život
Narodil se 20. září 1845 v městečku Litrbachy. Z rodného města odešel do Prahy, kde studoval na německém učitelském ústavu. Po ukončení studia nastoupil v roce 1863 v Tachově, kde působil jako učitel. Zde vážně onemocněl a v roce 1897 odešel do penze. Vrátil se do rodných Litrbachů a plně se věnoval literární činnosti. První v nářečí složená báseň Herbsblumen vyšla roku 1904 v tachovském měsíčníku Der Böhmerwald. Další sbírky básní vyšly až po básníkově smrti. Josef Köfler zemřel 1. prosince 1918.
Spisovatel a básník Köfler ve svém díle popisoval události povětšinou týkající se Tachovska. V roce 1890 vydal obsáhlou monografii tohoto regionu , která nesla název Der politische Bezirk Tachau.